# Nederlands kampioenschap schaken vrouwen 2017

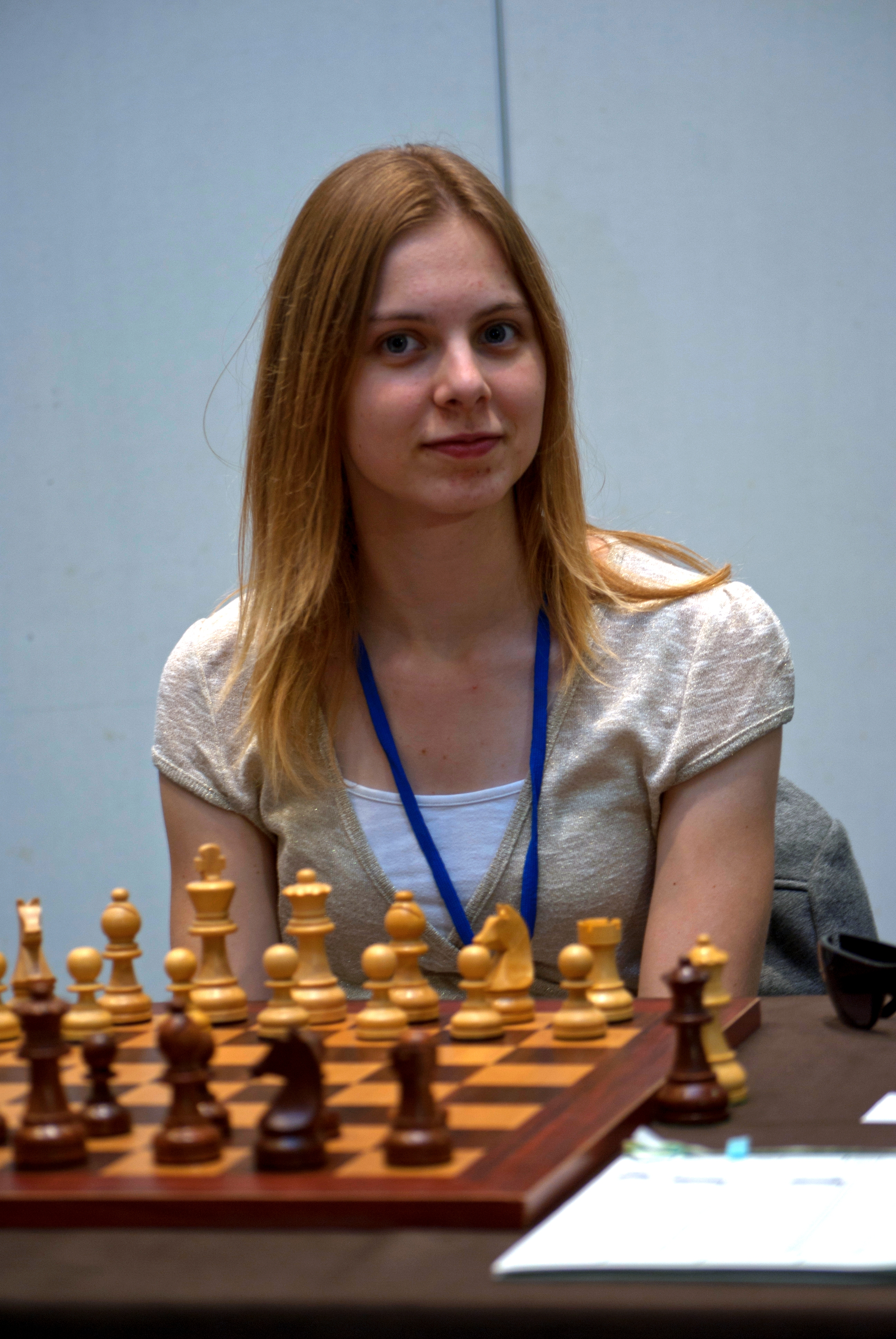
Anne Haast verovert haar 4e Nederlandse titel

Het Nederlands kampioenschap schaken voor vrouwen 2017 werd (samen met het Nederlands kampioenschap algemeen) gespeeld van maandag 26 juni t/m zondag 2 juli 2017 in de Tolhuistuin in Amsterdam in de vorm van een rond toernooi met 8 deelneemsters. Kampioene werd Anne Haast met 5 punten uit 7 partijen en een 2-0 overwinning in de barrage op Tea Lanchava. Op de derde plaats eindigde Maaike Keetman met 4 punten. 

## Eindstand
| plaats | naam                | rating | score |
| ------ | ------------------- | ------ | ----- |
| 1      | Anne Haast          | 2266   | 5     |
| 2      | Tea Lanchava        | 2295   | 5     |
| 3      | Maaike Keetman      | 2144   | 4     |
| 4      | Anna-Maja Kazarian  | 2242   | 3½    |
| 5      | Lisa Hortensius     | 2155   | 3½    |
| 6      | Zhaoqin Peng        | 2386   | 3     |
| 7      | Mariska De Mie      | 2270   | 2½    |
| 8      | Arlette van Weersel | 2203   | 1½    |